# Marie J:son Lindh Nordenmalm
Ragnhild Marie J:son Lindh Nordenmalm, ogift Nordenmalm, född 6 oktober 1955 i Nora, Örebro län, är en svensk organist, körledare och dirigent verksam i Nora i Örebro län.

## Biografi
Marie J:son Lindh Nordenmalm inledde sin musikutbildning 1978 på musiklärarlinjen vid Musikhögskolan Ingesund strax utanför Arvika. Mellan 1980 och 1985 studerade hon vid Kungliga Musikhögskolan i Stockholm på kyrkomusikerlinjen och körpedagoglinjen. Hon har studerat för bland andra Herbert Blomstedt, Eric Ericson, Anders Bondeman, Rune Engsö och Irene Mannheimer. Hon har även deltagit i masterclasses i orkesterdirigering, kördirigering och körsång.  
Marie J:son Lindh Nordenmalm arbetade som organist i Vikers församling 1976-78, i Fellingsbro och Spannarboda församling 1985-86, i Hovsta församling 1987-88 samt i Järnboås och Vikers församlingar 1989-96. Hon  var även vicedirigent i Örebro Kammarkör 1987-96.
Sedan 1996 arbetar J:son Lindh Nordenmalm i Nora bergslagsförsamling som organist och körledare för Nora Oratoriekör, Nora Kyrkokör, Prova-på-kör, Ungdomskör, Barnkör och Minikör samt ansvarar för en stor konsertverksamhet. Hon är sedan 1996 dirigent för Nora Kammarkör  och sedan 2001 förbundsdirigent i Västerås stift. J:son Lindh Nordenmalm har dirigerat flera stora verk som Juloratorium, Matteuspassionen och Johannespassionen   av Bach, Gloria av Vivaldi, Messias av Händel, Requiem, Kröningsmässan, Mässa i G-dur, Bb-dur och D-dur av Mozart, Juloratorium av Saint-Saëns och av Hilding Rosenberg, Requiem av Fauré, Förklädd gud av Lars-Erik Larsson, uruppförande av Transmission Mass av Björn J:son Lindh, Requiem av Karl Jenkins, Sacred Concerts av Duke Ellington, Missa Criolla av Ariel Ramirez, Nicaraguanska bondemässan med den argentinska gruppen Markama, gospelkonserter med Cyndee Peters och Jesus Christ Superstar av Andrew Lloyd Webber. Hon hade det musikaliska ansvaret för Sveriges Televisions fyra gudstjänstprogram vid jul och nyår från Nora kyrka 2010 samt för Sveriges Radios musikgudstjänst från Nora kyrka 20 december 2020. J:son Lindh Nordenmalm har även genomfört ett antal "LunchOrgel" i radio P4 Örebro och Länsradion under åren 2009-2020.
Åren 2002–2003 var Marie J:son Lindh Nordenmalm president i Nora Rotaryklubb. 2002-2013 gav hon tillsammans med maken Björn J:son Lindh många konserter runt om i landet men främst i Nora kyrka.

## Priser och utmärkelser
- 1982 – Stipendium i sång vid Kungliga Musikhögskolan i Stockholm
- 1984 – Stipendium i orgel vid Kungliga Musikhögskolan i Stockholm
- 1999 – Örebro Läns Körledarstipendium
- 2002 – Sveriges Kyrkosångsförbunds dirigentmedalj Musica Sacra [7]
- 2007 – Örebro Läns Körledarstipendium
- 2008 – Sparbanksstiftelsen Bergslagens stipendium
- 2008 – Kulturpriset i Nora Kommun
- 2012 – Årets Yrkeskvinna i Örebro Län
- 2013 – Flory Green-stipendiet tillsammans med maken Björn J:son Lindh [8]
- 2016 – Årets körledare [9]
- 2019 – Flory Green-stipendiet tillsammans med teatergruppen Engqvist Karameller [10]
- 2020 – Sveriges Kyrkosångsförbunds dirigentmedalj Musica Sacra för 20 år som förbundsdirigent i Västerås stift [7]

## Diskografi
- 2005 – Vinterhamn (med Torbjörn Carlsson, Björn J:son Lindh, Ted Ström, Nora Kammarkör (tidigare Gyttorpskören) och Nora Kyrkokör)
- 2009 – Orgel (med Björn J:son Lindh och Katarina Andreasson)
- 2010 – Skymningsglöd (med Björn J:son Lindh, Torbjörn Carlsson och Malin Trast)
- 2011 – Jul i Nora (med Björn J:son Lindh, Nora Oratoriekör, Nora Kyrkokör[11], Nora kyrkas Ungdomskör, Nora kyrkas Barnkör, Bergslagens Brassensemble, Stråkkvintett ur Nora Kammarorkester samt solister)
- 2013 – LunchOrgel 12.12 (med Björn J:son Lindh)